# Anna Kendrick

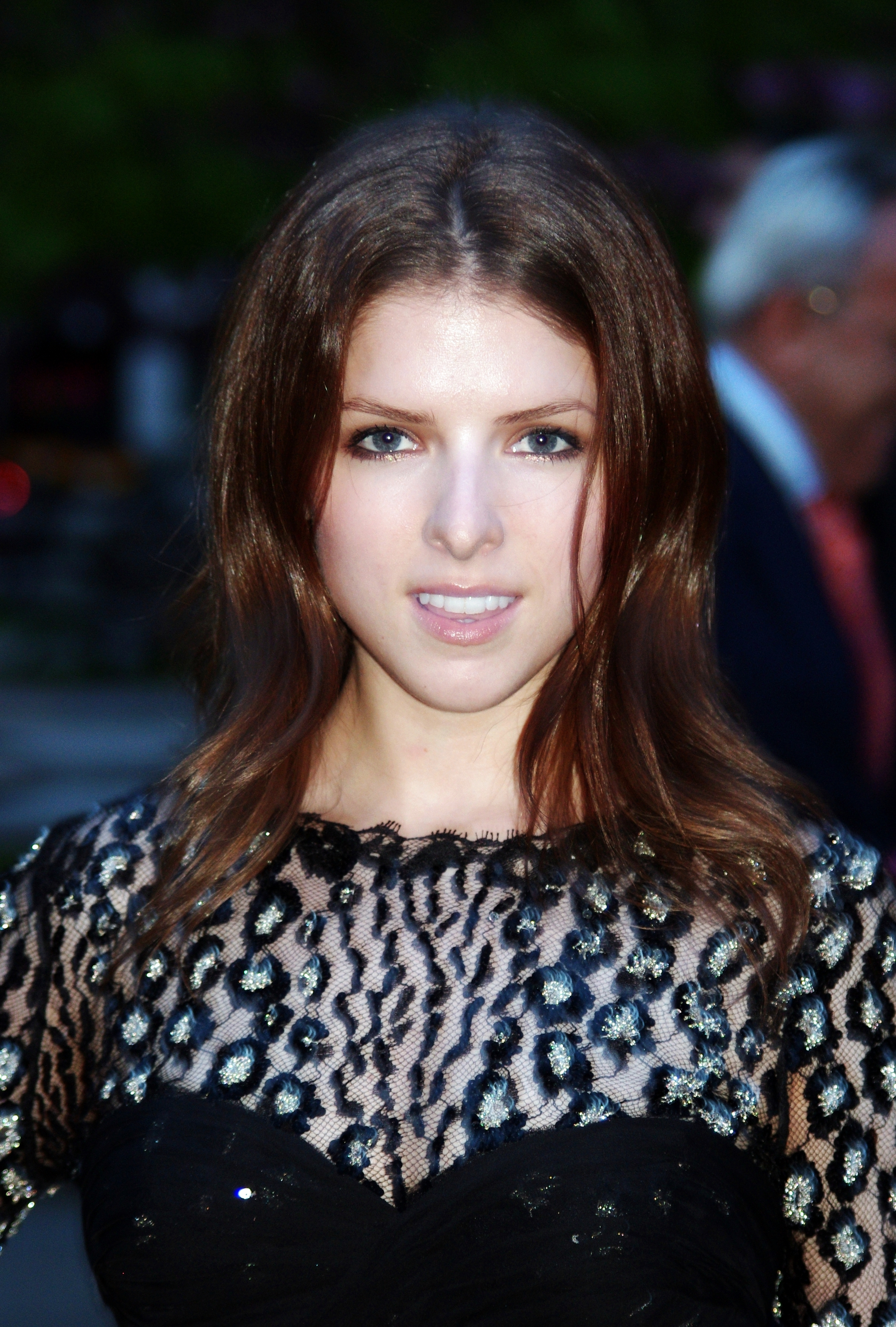
Anna Kendrick (2011)

Anna Cooke Kendrick (n. 9 august 1985,Portland, Maine) este o actriță și cântăreață americană. Kendrick și-a început cariera artistică ca actor-copil în producții teatrale. Primul său rol principal a fost pe una din scenele de pe Broadway, în 1998, în musical-ul en  High Society, rol pentru care a fost nominalizată pentru un premiu Tony, și anume pentru en  Premiul Tony pentru cea mai bună actriță într-un spectacol de musical.
Debutul său filmic a fost în comedia muzicală en  Camp (în 2003), iar larga sa recunoaștere a venit după rolul său din seria de filme en  The Twilight Saga (2008 – 2012). Kendrick a fost în continuare recunoscută ca o actriță de calitate pentru rolul său din comedia dramatică Up in the Air (2009), care i-a adus o a doua nominalizare importantă, pentru un Oscar acordat celei mai bune actrițe în rol secundar, dar și ulterior, pentru rolul său din seriile de filme, comediile muzicale en  Pitch Perfect (2012 – 2017).
Kendrick a avut, de asemenea roluri principale în filme așa cum sunt, comedia  en  Scott Pilgrim vs. the World (Scott Pilgrim împotriva lumii întregi, 2010), comedia dramatică  en  50/50 (50/50, în 2011), filmul de suspans  en  End of Watch (Sfârșitul veghei, 2012), fantezia muzicală  en  Into the Woods (În mijlocul pădurii, 2014), drama  en  Cake (Prăjitură, 2014), comedia  en  Mike and Dave Need Wedding Dates (Mike și Dave au nevoie de partenere cu care să meargă la o nuntă, 2016), comedia desen animat en  Trolls (Troli, în 2016), thriller-ul comic  en  A Simple Favor (O simplă favoare, 2018), comedia fantastică  en  Noelle (Noelle, 2019), urmată de sequel-ul  en  Trolls World Tour (Turul mondial al Trollilor, 2020). În calitatea sa de cântăreață Kendrick a interpretat numeroase melodii folosite ca ilustrări muzicale (cunoscute în engleză ca soundtracks) în filmele sale, dar și în alte filme. A publicat o carte, o combinație între memorialistică și eseuri,  en  Scrappy Little Nobody, în 2016.
Kendrick este o actriță nominalizată la premiile Tony, Globul de Aur și Oscar.

## Biografie
Kendrick s-a născut în Portland, Maine. Ea și fratele său, actorul Michael Cooke Kendrick (care a apărut în filmul Looking for an Echo din 2000), au urmat cursurile școlii Deering High School din Portland. Anna spune că inspirația ei este dată de Parker Posey, Molly Shannon și Amy Poehler.

## Filmografie

### Film
| An   | Titlu                                     | Rol                      | Note           |
| ---- | ----------------------------------------- | ------------------------ | -------------- |
| 2003 | Camp                                      | Fritzi Wagner            |                |
| 2007 | Rocket Science                            | Ginny Ryerson            |                |
| 2008 | Twilight                                  | Jessica Stanley          |                |
| 2009 | Elsewhere                                 | Sarah                    |                |
| 2009 | The Marc Pease Experience                 | Meg Brickman             |                |
| 2009 | The Twilight Saga: New Moon               | Jessica Stanley          |                |
| 2009 | Up in the Air                             | Natalie Keener           |                |
| 2010 | The Twilight Saga: Eclipse                | Jessica Stanley          |                |
| 2010 | Scott Pilgrim vs. the World               | Stacey Pilgrim           |                |
| 2011 | 50/50                                     | Katherine McKay          |                |
| 2011 | The Twilight Saga: Breaking Dawn – Part 1 | Jessica Stanley          |                |
| 2012 | What to Expect When You're Expecting      | Rosie Brennan            |                |
| 2012 | ParaNorman                                | Courtney Babcock (voice) |                |
| 2012 | End of Watch                              | Janet                    |                |
| 2012 | Pitch Perfect                             | Beca Mitchell            |                |
| 2012 | The Twilight Saga: Breaking Dawn – Part 2 | Jessica Stanley          |                |
| 2012 | The Company You Keep                      | Diana                    |                |
| 2013 | Drinking Buddies                          | Jill                     |                |
| 2013 | Rapture-Palooza                           | Lindsey Lewis            |                |
| 2014 | Happy Christmas                           | Jenny                    |                |
| 2014 | Life After Beth                           | Erica Wexler             |                |
| 2014 | The Voices                                | Lisa                     |                |
| 2014 | The Last Five Years                       | Cathy Hiatt              |                |
| 2014 | Cake                                      | Nina                     |                |
| 2014 | Into the Woods                            | Cinderella               |                |
| 2015 | Digging for Fire                          | Alicia                   |                |
| 2015 | Pitch Perfect 2                           | Beca Mitchell            |                |
| 2015 | The Hollars                               | Rebecca                  | post-producție |
| 2015 | Get a Job                                 | Jillian Stewart          | post-producție |
| 2015 | Mr. Right                                 | Martha                   | post-producție |
| 2016 | The Accountant                            | Dana                     | post-producție |
| 2016 | Table 19                                  |                          | post-producție |
| 2016 | Mike and Dave Need Wedding Dates          | Alice                    | post-producție |

### Televiziune
| An   | Titlu               | Rol                | Note                                                               |
| ---- | ------------------- | ------------------ | ------------------------------------------------------------------ |
| 2003 | The Mayor           | Sadie Winterhalter | Movie                                                              |
| 2007 | Viva Laughlin       | Holly              | Episodul "What a Whale Wants"                                      |
| 2009 | Fear Itself         | Shelby             | Episodul "The Spirit Box"                                          |
| 2012 | Family Guy          | Nora (voce)        | Episodul "Internal Affairs"                                        |
| 2013 | Comedy Bang! Bang!  | Ea însăși          | Episodul "Anna Kendrick Wears A Patterned Blouse & Burgundy Pants" |
| 2014 | Saturday Night Live | Ea însăși (host)   | Episodul "Anna Kendrick/Pharrell Williams"                         |

### Teatru
| An   | Titlu                | Rol               | Note                |
| ---- | -------------------- | ----------------- | ------------------- |
| 1998 | High Society         | Dinah Lord        | St. James Theatre   |
| 2003 | A Little Night Music | Fredrika Armfeldt | New York City Opera |

### Videoclipuri
| An   | Titlu                  | Artist          |
| ---- | ---------------------- | --------------- |
| 2010 | "Pow Pow"              | LCD Soundsystem |
| 2012 | "Do it Anyway"         | Ben Folds Five  |
| 2013 | "Cups (When I'm Gone)" | Ea însăși       |

## Discografie

### Single-uri
| "Cups"                                                                          | 2013 | 6 | 44 | 75 | 12 | 26 | 26 | 71 | - RIAA: 3× Platinum - ARIA: Platinum - RMNZ: Gold | Pitch Perfect (Soundtrack) |
| "—" denotes singles which were not released in that country or failed to chart. |      |   |    |    |    |    |    |    |                                                   |                            |

### Soundtrack-uri
| An   | Titlu | Album                                  |
| ---- | --- | -------------------------------------- |
| 1999 | "Throwing A Ball Tonight" with Lisa Banes, Melissa Errico and John McMartin | High Society (Original Cast Recording) |
| 1999 | "Little One" with Daniel McDonald | High Society (Original Cast Recording) |
| 1999 | "I Love Paris" with Melissa Errico | High Society (Original Cast Recording) |
| 1999 | "She's Got That Thing" with the cast | High Society (Original Cast Recording) |
| 1999 | "Let's Misbehave" with the cast | High Society (Original Cast Recording) |
| 2003 | "The Ladies Who Lunch" | Camp: Music from the Motion Picture    |
| 2009 | "Time After Time" | Up in the Air                          |
| 2013 | "Bellas Regionals: The Sign / Eternal Flame / Turn the Beat Around" with The Barden Bellas | Pitch Perfect (soundtrack)             |
| 2013 | "Party in the U.S.A." with The Barden Bellas | Pitch Perfect (soundtrack)             |
| 2013 | "Cups" | Pitch Perfect (soundtrack)             |
| 2013 | "Riff Off: Mickey / Like a Virgin / Hit Me with Your Best Shot, S&M / Let's Talk About Sex / I'll Make Love to You / Feels Like the First Time / No Diggity" with The Barden Bellas | Pitch Perfect (soundtrack)             |
| 2013 | "Pool Mashup: Just the Way You Are / Just a Dream" with The Barden Bellas | Pitch Perfect (soundtrack)             |
| 2013 | "Bellas Finals: Price Tag / Don't You (Forget About Me) / Give Me Everything" with The Barden Bellas | Pitch Perfect (soundtrack)             |
| 2014 | "On the Steps of the Palace" | Into the Woods (soundtrack)            |
| 2014 | "No One Is Alone" with James Corden | Into the Woods (soundtrack)            |
| 2014 | "A Very Nice Prince" with Emily Blunt | Into the Woods (soundtrack)            |
| 2014 | "Prologue: Into the Woods" with the cast | Into the Woods (soundtrack)            |
| 2014 | "Your Fault" with the cast | Into the Woods (soundtrack)            |
| 2015 | "Still Hurting" | The Last Five Years (soundtrack)       |
| 2015 | "See I'm Smiling" | The Last Five Years (soundtrack)       |
| 2015 | "A Part of That" | The Last Five Years (soundtrack)       |
| 2015 | "A Summer in Ohio" | The Last Five Years (soundtrack)       |
| 2015 | "The Next Ten Minutes" with Jeremy Jordan | The Last Five Years (soundtrack)       |
| 2015 | "A Miracle Would Happen / When You Come Home to Me" with Jeremy Jordan | The Last Five Years (soundtrack)       |
| 2015 | "Climbing Uphill" | The Last Five Years (soundtrack)       |
| 2015 | "I Can Do Better Than That" | The Last Five Years (soundtrack)       |
| 2015 | "Goodbye Until Tomorrow" with Jeremy Jordan | The Last Five Years (soundtrack)       |
| 2015 | "Kennedy Center Performance: We Got the World / Timber / America the Beautiful / Wrecking Ball" with The Barden Bellas | Pitch Perfect 2 (soundtrack)           |
| 2015 | Winter Wonderland / Here Comes Santa Claus with Snoop Dogg | Pitch Perfect 2 (soundtrack)           |
| 2015 | "Riff Off: Thong Song / (Shake, Shake, Shake) Shake Your Booty / Low / Bootylicious / Baby Got Back / Live Like You Were Dying / Before He Cheats / A Thousand Miles / We Are Never Ever Getting Back Together / What's Love Got to Do with It / This Is How We Do It / Doo Wop (That Thing) / Poison / Scenario / Insane in the Brain" with the Das Sound Machine, Tone Hanger, The Barden Bellas, Green Bay Packers and The Treblemakers | Pitch Perfect 2 (soundtrack)           |
| 2015 | "Convention Performance: Promises / Problem" with The Barden Bellas | Pitch Perfect 2 (soundtrack)           |
| 2015 | "Back to Basics: Boogie Woogie Bugle Boy / You Can't Hurry Love / Lady Marmalade / MMMBop / My Lovin' (You're Never Gonna Get It)" with The Barden Bellas | Pitch Perfect 2 (soundtrack)           |
| 2015 | "Cups ("When I'm Gone")" with The Barden Bellas | Pitch Perfect 2 (soundtrack)           |
| 2015 | "World Championship Finale 2: Run the World (Girls) / Where Them Girls At / Lady Marmalade / We Belong / Timber / Flashlight" with The Barden Bellas | Pitch Perfect 2 (soundtrack)           |

## Legături externe
- Anna Kendrick la Internet Movie Database
- en Anna Kendrick la Internet Broadway Database